# Jonkershove
Jonkershove (vls. Tjoenkesove, Tjoenkersoven) – dzielnica (deelgemeente) gminy Houthulst w Belgii, w Regionie Flamandzkim, w prowincji Flandria Zachodnia, w okręgu Diksmuide. 1 stycznia 2020 roku liczyła 1209 mieszkańców. Do 31 grudnia 1976 samodzielna gmina. 